# Засьцянки (Люблинское воеводство)
Засьцянки (пол. Zaścianki) — деревня в Бяльском повете Люблинского воеводства Польши. Входит в состав гмины Мендзыжец-Подляски. По данным переписи 2011 года, в деревне проживало 204 человека.

## География
Деревня расположена на востоке Польши, на расстоянии приблизительно 6 километров к северу от города Мендзыжец-Подляски, административного центра гмины и на расстоянии приблизительно 25 километров к западу от города Бяла-Подляска, административного центра повета. К югу от населённого пункта проходит национальная автодорога 2, к западу — национальная автодорога 19.

## История
Согласно «Справочной книжке Седлецкой губернии на 1875 год» деревня входила в состав гмины Тлусцец Радинского уезда Седлецкой губернии.
В 1975—1998 годах деревня входила в состав Бяльскоподляского воеводства.

## Население
Демографическая структура по состоянию на 31 марта 2011 года:
|         | Всего | До трудоспособного возраста | Трудоспособного возраста | Старше трудоспособного возраста |
| ------- | ----- | --------------------------- | ------------------------ | ------------------------------- |
| Мужчины | 103   | 30                          | 64                       | 9                               |
| Женщины | 101   | 34                          | 50                       | 17                              |
| Всего   | 204   | 64                          | 114                      | 26                              |